# Gustav Brückner (Jurist)
Gustav Karl Friedrich Bernhard Brückner (* 19. Juli 1855 in Schwerin; † 1. März 1925 in Rostock) war ein deutscher Richter, zuletzt Präsident des Oberlandesgerichts Rostock.

## Leben
Gustav Brückner (Nr. 88 der Geschlechtszählung) stammte aus der Neubrandenburger Akademikerfamilie Brückner. Er war ein Sohn und ältestes von drei Kindern des Schweriner Arztes Adolf (Friedrich Albrecht) Brückner (1817–1881) und dessen Frau Bertha, geb. Büsing (1831–1901). Der namensgleiche Arzt und Naturforscher Gustav Brückner war sein Großvater.
Nach Abschluss des Gymnasiums Fridericianum Schwerin studierte er Rechtswissenschaften an den Universitäten Göttingen, Heidelberg und ab Oktober 1876 Rostock.
Brückner praktizierte zunächst kurz als Rechtsanwalt und trat 1883 in den Justizdienst des Großherzogtums Mecklenburg-Strelitz. 1885 wurde er Landgerichtsrat am Landgericht Neustrelitz. 1898 wechselte er als Oberlandesgerichtsrat an das für beide mecklenburgische Großherzogtümer zuständige Oberlandesgericht Rostock. 1905 wurde er Landgerichtspräsident am Landgericht Schwerin. Mit Wirkung vom 1. Januar 1921 erfolgte seine Ernennung zum Oberlandesgerichtspräsidenten als Nachfolger von Theodor Sohm. Am 31. März 1924 trat er in den Ruhestand.
Ab 1922 bis zu seinem Tod 1925 war er Vorsitzender des Familienverbandes Brückner und ab 1925 zugleich kurzzeitig Mitglied des Mecklenburg-Strelitzer Vereins für Geschichte und Heimatkunde.
Seit 1884 war Gustav Brückner verheiratet mit Anna, geb. Daniel (* 1862), einer Tochter des Baurats Georg Daniel.

## Auszeichnungen
- Ehrendoktor der Juristischen Fakultät der Universität Rostock (1919 zum Universitätsjubiläum)[4]
- Hausorden der Wendischen Krone
  - Komtur (1899)
  - Großkomtur (1909)
- Militärverdienstkreuz (Mecklenburg), 2. Klasse (am roten Band)[5]
- Verdienstkreuz für Kriegshilfe

## Werke
- Ausführungsverordnungen für Mecklenburg-Strelitz. 1899
- Berichte über die mecklenburgischen Verfassungsvorlagen und die Landtagsverhandlungen. 1914
- Die mecklenburgische Verfassungsfrage seit 1913. In: Jahrbuch des öffentlichen Rechts der Gegenwart 1920, S. 218 ff